# American Pie (saga)
American Pie es una serie de nueve películas estadounidenses de comedia sexual estrenadas entre 1999 y 2020. La primera película de la serie, American Pie, estrenada por Universal Pictures en 1999, se convirtió en un fenómeno de la cultura pop mundial y se ganó un culto entre los jóvenes. Después de American Pie, se estrenaron la segunda y tercera película de la serie, American Pie 2 (2001) y American Wedding (2003); la cuarta, American Reunion, se estrenó en 2012. Una serie de películas derivadas, titulada American Pie Presents, consta de cinco películas directas a vídeo que se estrenaron entre 2005 y 2020.

## Sinopsis de las películas que componen la serie

### American Pie(1999)
American Pie cuenta la historia de Jim Levenstein y sus amigos Finch que ha extendido el rumor acerca de su extensa actividad sexual para tener más éxito con las chicas, Kevin que junto a su novia Vicky (Tara Reid) piensan en perder la virginidad juntos antes de irse a la universidad  y por último Oz, que se mete en el coro para ligar con Heather (Mena Suvari). Los planes de Jim fallan después de que éste eyaculara dos veces consecutivas durante un jugueteo sexual con Nadia y haciendo el ridículo delante de todo el instituto, que lo estaba viendo a través de la webcam. Tras este suceso conoce a Michelle (Alyson Hannigan) una chica del campamento musical. Jim cree que no vio su incidente con Nadia y acaba invitándola al baile y teniendo una relación sexual de una noche con ella en la fiesta posterior en casa de Steve Stifler (Seann William Scott), mientras que Kevin y Vicky mantienen relaciones sexuales y más tarde rompen, a la vez que Finch tiene sexo con la madre de Stifler (Jennifer Coolidge), y Oz comienza una relación más íntima con Heather aunque al principio él solo quería cumplir con el pacto con sus amigos.

### American Pie 2(2001)
Jim y sus amigos Kevin, Finch, Oz y el incorregible Steve Stifler organizan una fiesta en una casa de verano en Grant Harbor, reuniendo a la mayoría de sus antiguos amigos del Instituto "East Great Falls". Jim pide a Michelle que le ayude a no estar nervioso para no hacer el ridículo y poder tener sexo con Nadia, aunque Jim abandona esta idea cuando descubre que se ha enamorado de Michelle, por lo que acude al campamento musical al campeonato de bandas donde ella se está presentando, haciéndose pasar por otro alumno "Puchi" y frente al público le revela su amor, Kevin se pone celoso cuando se entera de que Vicky (Tara Reid) está saliendo con otro, y Oz intenta mantener su relación a distancia con Heather (Mena Suvari). Todo acaba en una gran fiesta de despedida del verano donde Nadia acaba con Chuck Sherman (Sherminator) y Jim con Michelle, por su parte Kevin acepta ser amigo de Vicky, Stifler consigue hacer un trío y Finch vuelve a acostarse con la madre de Stifler.

### American Wedding(2003)
Jim le pide a Michelle que se case con él, el grupo de amigos vuelve unirse para la organización de la boda. Stifler consigue que un prestigioso diseñador le haga el vestido a Michelle con un número de baile en un bar gay, Para la boda aparecen los padres de Michelle y su hermana Cadence, con la que Finch y Stifler intentan ligar, además Stifler le organiza una despedida de soltero y acaba siendo el padrino de la boda. Finalmente Jim y Michelle se casan a pesar de algunos contratiempos por culpa de Stifler que él mismo acaba solucionando, por su parte Finch vuelve a acostarse con la mamá de Stifler por tercera vez.

### American Pie Presents: Band Camp(2005)
American Pie Presents: Band Camp está centrada en el hermano menor de Steve Stifler, Matt Stifler (Tad Hilgenbrink), quien es obligado a asistir al campamento de bandas durante el verano y comprende que debe cambiar sus modales arrogantes para no seguir el mal ejemplo de su hermano mayor y poder conquistar a una de las chicas de su banda, Elyse.

### American Pie Presents: The Naked Mile(2006)
American Pie Presents: The Naked Mile está centrada en Erik Stifler (John White), el único Stifler que sigue siendo virgen antes de graduarse. Después de intentar fallidamente mantener relaciones sexuales con su novia Tracy (Jessy Schram), ella le otorga un "pase de libertad" para visitar el colegio de su primo Dwight (Steve Talley), donde pretende perder su virginidad. En el transcurso de los hechos, la fidelidad de Erik es puesta en duda.

### American Pie Presents: Beta House(2007)
American Pie Presents: Beta House continúa un año después de The Naked Mile. Erik ahora se ha graduado de la secundaria, aunque su novia lo ha dejado por su novio anterior al comenzar la universidad. Erik debe completar una serie de tareas antes de poder unirse a la fraternidad de su primo Dwight. Así, comienza una nueva relación con una chica, Ashley (Meghan Heffern), a quien conoce en las duchas "unisex" que Dwight había logrado que las autoridades instalaran en la residencial.

### American Pie Presents: The Book of Love(2009)
American Pie Presents: The Book of Love toma lugar diez años después de American Pie. Centrada en East Great Falls, un incendio en la biblioteca de la escuela termina con la destrucción del Libro del Amor (la "Biblia", mencionada en la primera película). La trama transcurre con el proceso de restauración del libro, con la ayuda de Noah Levenstein (Eugene Levy), y el debut sexual de los protagonistas.

### American Reunion(2012)
Trece años después de graduarse en el Instituto de "East Great Fall", Jim Levenstein (Jason Biggs), Kevin Myers (Thomas Nicholas), Chris "Oz" Ostreicher (Chris Klein), Paul Finch (Eddie Kaye Thomas), y Steve Stifler (Seann William Scott) vuelven a reunirse para la reunión de antiguos alumnos. Jim está casado con Michelle (Alyson Hannigan) y tienen un hijo. Kevin está casado con Ellie (Charlene Amoia) y trabaja como arquitecto. Oz, un periodista deportivo de la NFL de Los Ángeles, vive con su novia, la supermodelo Mia (Katrina Bowden). Finch supuestamente ha desaparecido, y Stifler trabaja como empleado temporal en una empresa de inversión. Jim y Michelle llegan a la vieja casa de Jim, donde su padre (Eugene Levy) es ahora viudo. Jim se encuentra con su vecina Kara (Ali Cobrin), que cuidaba de niña y que pronto cumplirá 18 años. Jim se encuentra con Oz, Kevin y Finch en un bar, donde se encuentran con Selena (Dania Ramírez), una antigua compañera y amiga de Michelle desde el campamento musical. Stifler, inesperadamente ve al grupo, y se une a ellos para divertirse como en los viejos tiempos. Jim pretende ese fin de semana arreglar los problemas en su matrimonio, cosa que no será nada fácil con Kara que pretende acostarse con él, Kevin se reencuentra con Vicky (Tara Reid) y tras una borrachera cree haberse acostado con ella lo que le causa una gran preocupación, Oz por su parte es infeliz en su matrimonio y cuando ve a Heather (Mena Suvari) se da cuenta de que sigue enamorado de ella, Finch se inventa que viajó por medio mundo para aparentar ser un tipo interesante, aunque acaba confesando la verdad y teniendo una relación con Selena, mientras Stifler por fin consigue su venganza acostándose con la madre de Finch.

### American Pie Presents: Girls' Rules(2020)
¡Es el último año! Annie, Kayla, Michelle y Stephanie deciden finalmente aprovechar su poder femenino y unirse para conseguir lo que quieren. Los chicos no sabrán qué los golpeó cuando sus atrevidas novias son las que están tomando las decisiones.

## Personajes
| Personaje                    | Película            | Película              | Película                       | Película                                | Película                                            | Película                                       | Película                                        | Película                            | Película                                   |
| Personaje                    | American Pie (1999) | American Pie 2 (2001) | American Pie 3: La Boda (2003) | American Pie Presenta: Band Camp (2005) | American Pie Presenta: Una Fiesta De Pelotas (2006) | American Pie Presenta: Fraternidad Beta (2007) | American Pie Presenta: El Libro Del Amor (2009) | American Pie: El Reencuentro (2012) | American Pie Presents: Girls' Rules (2020) |
| ---------------------------- | ------------------- | --------------------- | ------------------------------ | --------------------------------------- | --------------------------------------------------- | ---------------------------------------------- | ----------------------------------------------- | ----------------------------------- | ------------------------------------------ |
| Noah Levenstein              | Eugene Levy         | Eugene Levy           | Eugene Levy                    | Eugene Levy                             | Eugene Levy                                         | Eugene Levy                                    | Eugene Levy                                     | Eugene Levy                         |                                            |
| James "Jim" Levenstein       | Jason Biggs         | Jason Biggs           | Jason Biggs                    | Mencionado                              | Mencionado                                          |                                                | Mencionado                                      | Jason Biggs                         |                                            |
| Michelle Flaherty-Levenstein | Alyson Hannigan     | Alyson Hannigan       | Alyson Hannigan                | Mencionada                              | Mencionada                                          |                                                |                                                 | Alyson Hannigan                     |                                            |
| Steve Stifler                | Seann William Scott | Seann William Scott   | Seann William Scott            | Mencionado                              | Mencionado                                          |                                                | Mencionado                                      | Seann William Scott                 |                                            |
| Kevin Myers                  | Thomas Ian Nicholas | Thomas Ian Nicholas   | Thomas Ian Nicholas            |                                         |                                                     |                                                | Mencionado                                      | Thomas Ian Nicholas                 |                                            |
| Paul Finch                   | Eddie Kaye Thomas   | Eddie Kaye Thomas     | Eddie Kaye Thomas              |                                         |                                                     |                                                |                                                 | Eddie Kaye Thomas                   |                                            |
| Chris "Oz" Ostreicher        | Chris Klein         | Chris Klein           |                                |                                         |                                                     |                                                | Mencionado                                      | Chris Klein                         |                                            |
| Heather                      | Mena Suvari         | Mena Suvari           |                                |                                         |                                                     |                                                |                                                 | Mena Suvari                         |                                            |
| Victoria "Vicky" Lathum      | Tara Reid           | Tara Reid             |                                |                                         |                                                     |                                                |                                                 | Tara Reid                           |                                            |
| Jessica                      | Natasha Lyonne      | Natasha Lyonne        |                                |                                         |                                                     |                                                |                                                 | Natasha Lyonne                      |                                            |
| Nadia                        | Shannon Elizabeth   | Shannon Elizabeth     | Mencionada                     |                                         | Mencionada                                          |                                                | Mencionada                                      | Shannon Elizabeth                   |                                            |
| Chuck Sherman                | Chris Owen          | Chris Owen            |                                | Chris Owen                              |                                                     |                                                |                                                 | Chris Owen                          |                                            |
| John                         | John Cho            | John Cho              | John Cho                       |                                         |                                                     |                                                |                                                 | John Cho                            |                                            |
| Justin                       | Justin Isfeld       | Justin Isfeld         | Justin Isfeld                  |                                         |                                                     |                                                |                                                 | Justin Isfeld                       |                                            |
| Mrs. Levenstein              | Molly Cheek         | Molly Cheek           | Molly Cheek                    |                                         |                                                     |                                                |                                                 | Mencionada                          |                                            |
| Cadence Flaherty             |                     |                       | January Jones                  |                                         |                                                     |                                                |                                                 |                                     |                                            |
| Harold Flaherty              |                     |                       | Fred Willard                   |                                         |                                                     |                                                |                                                 |                                     |                                            |
| Jeanine Stifler              | Jennifer Coolidge   | Jennifer Coolidge     | Jennifer Coolidge              |                                         |                                                     |                                                |                                                 | Jennifer Coolidge                   |                                            |
| Rachel Finch                 |                     |                       |                                |                                         |                                                     |                                                |                                                 | Rebecca De Mornay                   |                                            |
| Selena                       |                     |                       |                                |                                         |                                                     |                                                |                                                 | Dania Ramírez                       |                                            |
| Mia                          |                     |                       |                                |                                         |                                                     |                                                |                                                 | Katrina Bowden                      |                                            |
| Kara                         |                     |                       |                                |                                         |                                                     |                                                |                                                 | Ali Cobrin                          |                                            |
| AJ                           |                     |                       |                                |                                         |                                                     |                                                |                                                 | Chuck Hittinger                     |                                            |
| Ron                          |                     |                       |                                |                                         |                                                     |                                                |                                                 | Jay Harrington                      |                                            |
| Ellie                        |                     |                       |                                |                                         |                                                     |                                                |                                                 | Charlene Amoia                      |                                            |
| Matt Stifler                 | Eli Marienthal      | Eli Marienthal        |                                | Tad Hilgenbrink                         | Mencionado                                          |                                                | Mencionado                                      |                                     |                                            |
| Elyse "Leesy" Houston        |                     |                       |                                | Arielle Kebbel                          |                                                     |                                                |                                                 |                                     |                                            |
| Chloe                        |                     |                       |                                | Crystle Lightning                       |                                                     |                                                |                                                 |                                     |                                            |
| James "Jimmy" Chong          |                     |                       |                                | Jun Hee Lee                             |                                                     |                                                |                                                 |                                     |                                            |
| Ernie Kaplowitz              |                     |                       |                                | Jason Earles                            |                                                     |                                                |                                                 |                                     |                                            |
| Erik Stifler                 |                     |                       |                                |                                         | John White                                          | John White                                     | Mencionado                                      |                                     |                                            |
| Dwight Stifler               |                     |                       |                                |                                         | Steve Talley                                        | Steve Talley                                   | Mencionado                                      |                                     |                                            |
| Harry Stifler                |                     |                       |                                |                                         | Christopher McDonald                                | Christopher McDonald                           |                                                 |                                     |                                            |
| Tracy Sterling               |                     |                       |                                |                                         | Jessy Schram                                        |                                                |                                                 |                                     |                                            |
| Mike 'Cooze' Coozeman        |                     |                       |                                |                                         | Jake Siegel                                         | Jake Siegel                                    |                                                 |                                     |                                            |
| Ryan Grimm                   |                     |                       |                                |                                         | Ross Thomas                                         |                                                |                                                 |                                     |                                            |
| Rob Shearson                 |                     |                       |                                |                                         |                                                     |                                                | Bug Hall                                        |                                     |                                            |
| Scott Stifler                |                     |                       |                                |                                         |                                                     |                                                | John Patrick Jordan                             |                                     |                                            |
| Nathan Jenkyll               |                     |                       |                                |                                         |                                                     |                                                | Kevin M. Horton                                 |                                     |                                            |
| Marshall "Lube" Lubetsky     |                     |                       |                                |                                         |                                                     |                                                | Brandon Hardesty                                |                                     |                                            |
| Heidi                        |                     |                       |                                |                                         |                                                     |                                                | Beth Behrs                                      |                                     |                                            |
| Ashley                       |                     |                       |                                |                                         |                                                     |                                                | Jennifer Holland                                |                                     |                                            |
| Madeline Shearson            |                     |                       |                                |                                         |                                                     |                                                | Rosanna Arquette                                |                                     |                                            |

## Dirección
| Película                                | Directores                     | Escritores                       | Productores                                                  | Compositor      | Empresas productoras                                      | Distribución                          | Duración    | Fecha de estreno        |
| --------------------------------------- | ------------------------------ | -------------------------------- | ------------------------------------------------------------ | --------------- | --------------------------------------------------------- | ------------------------------------- | ----------- | ----------------------- |
| American Pie                            | Paul Weitz Chris Weitz         | Adam Herz                        | Warren Zide Craig Perry Chris Moore Chris Weitz              | David Lawrence  | Summit Entertainment Zide-Perry Productions               | Universal Pictures                    | 95 minutos  | 9 de julio de 1999      |
| American Pie 2                          | J.B. Rogers                    | Adam Herz                        | Chris Moore Warren Zide Craig Perry                          | David Lawrence  | LivePlanet Zide-Perry Productions                         | Universal Pictures                    | 108 minutos | 10 de agosto de 2001    |
| American Wedding                        | Jesse Dylan                    | Adam Herz                        | Chris Moore Warren Zide Craig Perry Adam Herz Chris Bender   | Christophe Beck | LivePlanet Zide-Perry Productions                         | Universal Pictures                    | 96 minutos  | 1 de agosto de 2003     |
| American Pie Presents: Band Camp        | Steve Rash                     | Brad Riddell                     | Mike Elliott                                                 | Robert Folk     | Rogue Pictures                                            | Universal Studios Home Entertainment  | 92 minutos  | 26 de diciembre de 2005 |
| American Pie Presents: The Naked Mile   | Joe Nussbaum                   | Erik Lindsay                     | W. K. Border                                                 | Jeff Cardoni    | Rogue Pictures Neo Art & Logic Capital Arts Entertainment | Universal Studios Home Entertainment  | 98 minutos  | 19 de diciembre de 2006 |
| American Pie Presents: Beta House       | Andrew Waller                  | Erik Lindsay                     | W. K. Border                                                 | Jeff Cardoni    | Neo Art & Logic Rogue Pictures                            | Universal Studios Home Entertainment  | 87 minutos  | 26 de diciembre de 2007 |
| American Pie Presents: The Book of Love | John Putch                     | David H. Steinberg               | Mike Elliott                                                 | David Lawrence  | Capital Arts Entertainment                                | Universal Studios Home Entertainment  | 94 minutos  | 22 de diciembre de 2009 |
| American Reunion                        | Jon Hurwitz Hayden Schlossberg | Jon Hurwitz Hayden Schlossberg   | Chris Moore Craig Perry Adam Herz Warren Zide                | Lyle Workman    | Relativity Media Zide-Perry Productions                   | Universal Pictures                    | 113 minutos | 6 de abril de 2012      |
| American Pie Presents: Girls' Rules     | Mike Elliott                   | David H. Steinberg Blayne Weaver | Karen Gorodetzky Abbey Lessanu Joseph P. Genier Mike Elliott | Tim Jones       | Universal 1440 Entertainment                              | Universal Pictures Home Entertainment | 95 minutos  | 6 de octubre de 2020    |

## Recaudación
| Año  | Película                     | Recaudación Estados Unidos- Canadá | Recaudación Mundial |
| ---- | ---------------------------- | ---------------------------------- | ------------------- |
| 1999 | American Pie                 | $102 561 004                       | $235 483 004        |
| 2001 | American Pie 2               | $145 103 595                       | $287 553 595        |
| 2003 | American Wedding             | $104 565 114                       | $231 449 203        |
| 2012 | American Pie: El reencuentro | $57 011 521                        | $234 989 584        |

## Recepción crítica
| Película                                | Rotten Tomatoes   | Rotten Tomatoes      | Rotten Tomatoes     | Metacritic      | IMDb                | CinemaScore | Filmaffinity        |
| Película                                | Críticos          | Críticos importantes | Audiencia           | Metacritic      | IMDb                | CinemaScore | Filmaffinity        |
| --------------------------------------- | ----------------- | -------------------- | ------------------- | --------------- | ------------------- | ----------- | ------------------- |
| American Pie                            | 61% (128 reseñas) | 57% (35 reseñas)     | 61% (250 000 votos) | 58 (30 reseñas) | 7.0 (408 945 votos) | A-          | 5.9 (112 081 votos) |
| American Pie 2                          | 52% (126 reseñas) | 37% (38 reseñas)     | 68% (250 000 votos) | 43 (28 reseñas) | 6.4 (257 718 votos) | B+          | 5.5 (33 933 votos)  |
| American Wedding                        | 54% (155 reseñas) | 43% (40 reseñas)     | 63% (250 000 votos) | 43 (34 reseñas) | 6.3 (207 903 votos) | B+          | 5.1 (29 003 votos)  |
| American Pie Presents: Band Camp        | 17% (6 reseñas)   |                      | 50% (250 000 votos) |                 | 5.0 (72 777 votos)  |             | 3.7 (11 107 votos)  |
| American Pie Presents: The Naked Mile   | 0% (5 reseñas)    |                      | 61% (100 000 votos) |                 | 5.1 (70 872 votos)  |             | 4.2 (9 065 votos)   |
| American Pie Presents: Beta House       |                   |                      | 56% (50 000 votos)  |                 | 5.3 (65 326 votos)  |             | 4.4 (8 298 votos)   |
| American Pie Presents: The Book of Love |                   |                      | 27% (5000 votos)    |                 | 4.7 (47 419 votos)  |             | 3.7 (5 403 votos)   |
| American Pie: El reencuentro            | 45% (187 reseñas) | 33% (52 reseñas)     | 63% (250 000 votos) | 49 (34 reseñas) | 6.7 (215 803 votos) | B+          | 5.7 (19 258 votos)  |
| American Pie Presents: Girls' Rules     | 30% (10 reseñas)  |                      | 15% (100 votos)     |                 | 3.9 (8 984 votos)   |             | 2.8 (174 votos)     |
| Promedio                                | 37%               | 43%                  | 51%                 | 48              | 5.6                 | B+          | 4.5                 |